# Serie A 1977-1978
La Serie A 1977-1978 è stata la 76ª edizione della massima serie del campionato italiano di calcio (la 46ª a girone unico), disputata tra l'11 settembre 1977 e il 7 maggio 1978 e conclusa con la vittoria della Juventus, al suo diciottesimo titolo, il secondo consecutivo.
Capocannoniere del torneo è stato Paolo Rossi (L.R. Vicenza) con 24 reti.

## Stagione

### Calciomercato
Le torinesi, in quegli anni ai vertici del calcio nazionale, lasciarono pressoché inalterati i propri organici limitandosi a prelevare alcuni giocatori dalle serie inferiori. La Juventus, che confermò gran parte della rosa campione in carica, acquistò due giovani prospetti quali Pierino Fanna e, dopo una difficile ed estenuante trattativa, il centravanti del Cagliari, Pietro Paolo Virdis. Il Torino affiancò invece a Castellini il portiere del Monza, Giuliano Terraneo.

La rivelazione Lanerossi si guadagnò l'appellativo di Real Vicenza grazie al secondo posto finale, appaiata al Torino, tuttora il miglior risultato di una neopromossa nella storia della Serie A.

Anche le milanesi puntarono sui giovani, cambiarono inoltre i propri allenatori. Il nuovo Milan di Nils Liedholm, ex bandiera rossonera, basò il proprio gioco su un trio di giocatori provenienti dal Monza che bene aveva impressionato in serie cadetta, Buriani, Tosetto e Antonelli, mentre l'Inter affidò la guida tecnica a Eugenio Bersellini e promosse come titolari i promettenti Giuseppe Baresi e Alessandro Altobelli.
La Fiorentina ricevette Orlandini e Carmignani dal Napoli, scambiandoli rispettivamente con Restelli e Mattolini. Il Perugia prelevò direttamente dalla Serie D la giovane ala destra Salvatore Bagni, affiancandolo a una rosa che includeva anche l'ex nazionale Luciano Zecchini e un'eterna promessa quale Walter Speggiorin.
Per quanto riguarda i movimenti sulle panchine, la Roma si affidò a Gustavo Giagnoni, mentre il Napoli chiamò dal Catanzaro il tecnico Gianni Di Marzio in sostituzione di Bruno Pesaola, poi passato ad allenare il Bologna a campionato avviato. Il torneo vide infine l'esordio del Pescara, prima e fin qui unica squadra abruzzese capace di approdare in massima serie.

### Avvenimenti

#### Girone di andata

Renato Curi del Perugia, scomparso in campo all'età di 24 anni.

Accreditata dei maggiori pronostici alla vigilia, la Juventus conobbe il 2 ottobre 1977, sul terreno della Lazio, quello che rimarrà l'unico inciampo del proprio torneo: della circostanza beneficiarono le inseguitrici, dapprima un Genoa issatosi fugacemente a capoclassifica per una settimana e poi un Milan impossessatosi del comando solitario il 30 dello stesso mese. A funestare tale data occorse la morte del perugino Renato Curi, deceduto in campo al 50' della gara coi bianconeri: affetto da una disfunzione cardiaca mai diagnosticata in precedenza dal personale medico, il ventiquattrenne centrocampista fu stroncato da un infarto del miocardio.
Sul versante agonistico gli stessi umbri contesero a Torino e Napoli un piazzamento in chiave europea, traguardo cui prese a concorrere anche, a sorpresa, il neopromosso L.R. Vicenza: con gli accorgimenti tattici di Fabbri volti a valorizzare le capacità sottoporta dell'emergente centravanti Paolo Rossi, i berici issarono questi in vetta alla graduatoria dei marcatori. A fronte del lieve margine accumulato dai succitati veneti nei confronti dell'Inter, le formazioni capitoline vissero una stentata fase di andata: mentre uno scenario senza assilli di classifica interessava Genoa e la neopromossa Atalanta, Bologna e Fiorentina stazionarono loro malgrado – in compagnia dell'esordiente Pescara – in bassifondi dai quali Foggia e Verona parvero porsi al sicuro.

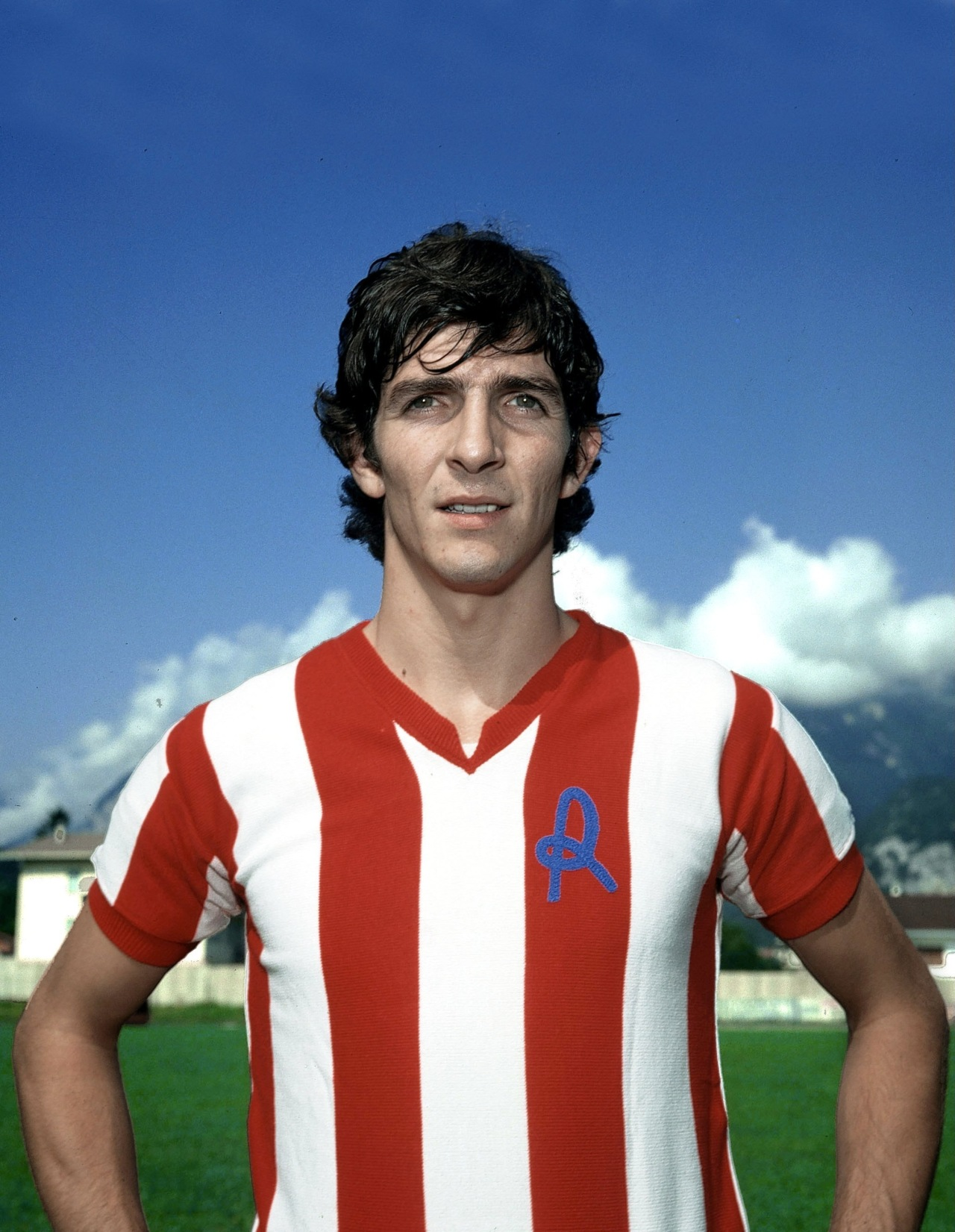
Il berico Paolo Rossi, miglior marcatore del torneo con 24 gol.

Complice il pari imposto dagli orobici nel turno che andò ad archiviare il 1977, il Milan subì dapprima l'aggancio e quindi il sorpasso di una Juventus laureatasi campione d'inverno davanti ai concittadini granata.

#### Girone di ritorno
Col vantaggio dei sabaudi sulle rivali resosi gradualmente più cospicuo, la piazza d'onore finì per costituire l'obiettivo della rivelazione biancorossa. Con pugliesi e scaligeri precipitati nel lato destro di classifica, la matricola abruzzese conobbe l'aritmetica condanna in aprile dopo la sconfitta riportata coi campioni d'Italia.
Nelle settimane a cavallo dell'impegno in semifinale di Coppa dei Campioni, la Juventus accusò una frenata: le dirette inseguitrici tentarono un ultimo avvicinamento, ma a certificare la resa di Lanerossi e Torino contribuirono i risultati della penultima domenica, in cui un pareggio sul terreno della Roma – protagonista dal canto suo di una stagione inferiore alle attese – incoronò nuovamente la Vecchia Signora. Nelle giornate conclusive biancorossi e granata fecero loro la seconda piazza ex aequo: per la provinciale berica fu un risultato storico, che le varrà l'esordio internazionale in Coppa UEFA.

I bianconeri festeggiano lo scudetto al termine dell'ultima partita di campionato contro il Lanerossi.

Oltre a veneti e piemontesi, raggiunsero la zona UEFA anche Milan e Napoli – quest'ultimo sconfitto nella finale di Coppa Italia da un'Inter che si assicurò in tal modo la partecipazione alla Coppa delle Coppe –; proprio il pareggio tra rossoneri e azzurri, nella domenica conclusiva, determinò l'esclusione del Perugia dal palcoscenico continentale, complice la peggiore differenza reti degli umbri rispetto ai campani.
Sempre all'ultima giornata il medesimo criterio consegnò alla Fiorentina una sofferta salvezza, traguardo già raggiunto in extremis da felsinei e veronesi: a condannare il Genoa fu un pareggio con gli stessi gigliati, mentre la sconfitta esterna con l'Inter frantumò le ultime speranze del Foggia. La permanenza fu inoltre guadagnata senza eccessive preoccupazioni dalla compagine bergamasca, riaffacciatasi in A dopo quattro anni.

## Squadre partecipanti
| Club         | Stagione | Città   | Stadio                              | Stagione precedente           |
| ------------ | -------- | ------- | ----------------------------------- | ----------------------------- |
| Atalanta     | dettagli | Bergamo | Stadio Comunale                     | 2º posto in Serie B, promosso |
| Bologna      | dettagli | Bologna | Stadio Comunale                     | 10º posto in Serie A          |
| Fiorentina   | dettagli | Firenze | Stadio Comunale                     | 3º posto in Serie A           |
| Foggia       | dettagli | Foggia  | Stadio Pino Zaccheria               | 13º posto in Serie A          |
| Genoa        | dettagli | Genova  | Stadio Luigi Ferraris               | 10º posto in Serie A          |
| Inter        | dettagli | Milano  | Stadio San Siro                     | 4º posto in Serie A           |
| Juventus     | dettagli | Torino  | Stadio Comunale di Torino           | 1º posto in Serie A           |
| L.R. Vicenza | dettagli | Vicenza | Stadio Romeo Menti                  | 1º posto in Serie B, promosso |
| Lazio        | dettagli | Roma    | Stadio Olimpico                     | 5º posto in Serie A           |
| Milan        | dettagli | Milano  | Stadio San Siro                     | 10º posto in Serie A          |
| Napoli       | dettagli | Napoli  | Stadio San Paolo                    | 7º posto in Serie A           |
| Perugia      | dettagli | Perugia | Stadio Comunale di Pian di Massiano | 6º posto in Serie A           |
| Pescara      | dettagli | Pescara | Stadio Adriatico                    | 3º posto in Serie B, promosso |
| Roma         | dettagli | Roma    | Stadio Olimpico                     | 7º posto in Serie A           |
| Torino       | dettagli | Torino  | Stadio Comunale di Torino           | 2º posto in Serie A           |
| Verona       | dettagli | Verona  | Stadio Marcantonio Bentegodi        | 7º posto in Serie A           |

## Allenatori e primatisti
| Squadra           | Allenatore                                                                   | Calciatore più presente                                                                           | Cannoniere                            |
| ----------------- | ---------------------------------------------------------------------------- | ------------------------------------------------------------------------------------------------- | ------------------------------------- |
| Atalanta          | Battista Rota                                                                | Battista Festa (29)                                                                               | Augusto Scala (6)                     |
| Bologna           | Cesarino Cervellati (1ª-5ª) Bruno Pesaola (6ª-30ª)                           | Franco Mancini (30)                                                                               | Gianluca De Ponti (7)                 |
| Fiorentina        | Carlo Mazzone (1ª-11ª) Mario Mazzoni (12ª-16ª) Giuseppe Chiappella (17ª-30ª) | Ennio Pellegrini (30)                                                                             | Ezio Sella (7)                        |
| Foggia            | Héctor Puricelli                                                             | Antonio Bordon, Maurizio Memo, Renato Sali (30)                                                   | Antonio Bordon, Maurizio Iorio (6)    |
| Genoa             | Luigi Simoni                                                                 | Ignazio Arcoleo, Angelo Castronaro (30)                                                           | Roberto Pruzzo (9)                    |
| Inter             | Eugenio Bersellini                                                           | Ivano Bordon (30)                                                                                 | Alessandro Altobelli (10)             |
| Juventus          | Giovanni Trapattoni                                                          | Roberto Bettega, Franco Causio, Antonello Cuccureddu, Dino Zoff (30)                              | Roberto Bettega (11)                  |
| Lanerossi Vicenza | Giovan Battista Fabbri                                                       | Giorgio Carrera, Roberto Filippi, Ernesto Galli, Giuseppe Lelj, Paolo Rossi, Giancarlo Salvi (30) | Paolo Rossi (24)                      |
| Lazio             | Luís Vinício (1ª-24ª) Roberto Lovati (25ª-30ª)                               | Claudio Garella, Giuseppe Wilson (30)                                                             | Bruno Giordano (13)                   |
| Milan             | Nils Liedholm                                                                | Enrico Albertosi, Gianni Rivera (30)                                                              | Aldo Maldera (8)                      |
| Napoli            | Gianni Di Marzio                                                             | Giuseppe Savoldi (30)                                                                             | Giuseppe Savoldi (16)                 |
| Perugia           | Ilario Castagner                                                             | Pierluigi Frosio (29)                                                                             | Walter Speggiorin (8)                 |
| Pescara           | Giancarlo Cadè                                                               | Massimo Piloni (30)                                                                               | Giuliano Bertarelli, Bruno Nobili (5) |
| Roma              | Gustavo Giagnoni                                                             | Paolo Conti, Sergio Santarini (30)                                                                | Agostino Di Bartolomei (10)           |
| Torino            | Luigi Radice                                                                 | Luigi Danova, Francesco Graziani, Claudio Sala, Patrizio Sala (30)                                | Paolino Pulici (12)                   |
| Verona            | Ferruccio Valcareggi                                                         | Franco Superchi (30)                                                                              | Emiliano Mascetti (9)                 |

## Classifica finale
|        | Pos. | Squadra      | Pt | G  | V  | N  | P  | GF | GS | DR  |
| ------ | ---- | ------------ | -- | -- | -- | -- | -- | -- | -- | --- |
|        | 1.   | Juventus     | 44 | 30 | 15 | 14 | 1  | 46 | 17 | +29 |
|        | 2.   | L.R. Vicenza | 39 | 30 | 14 | 11 | 5  | 50 | 34 | +16 |
|        | 2.   | Torino       | 39 | 30 | 14 | 11 | 5  | 36 | 23 | +13 |
|        | 4.   | Milan        | 37 | 30 | 12 | 13 | 5  | 38 | 25 | +13 |
| [ 36 ] | 5.   | Inter        | 36 | 30 | 13 | 10 | 7  | 35 | 24 | +11 |
|        | 6.   | Napoli       | 30 | 30 | 8  | 14 | 8  | 35 | 31 | +4  |
|        | 7.   | Perugia      | 30 | 30 | 10 | 10 | 10 | 36 | 35 | +1  |
|        | 8.   | Roma         | 28 | 30 | 8  | 12 | 10 | 31 | 34 | -3  |
|        | 9.   | Atalanta     | 27 | 30 | 6  | 15 | 9  | 28 | 32 | -4  |
|        | 10.  | Verona       | 26 | 30 | 6  | 14 | 10 | 25 | 30 | -5  |
|        | 10.  | Lazio        | 26 | 30 | 8  | 10 | 12 | 31 | 38 | -7  |
|        | 10.  | Bologna      | 26 | 30 | 7  | 12 | 11 | 21 | 32 | -11 |
|        | 13.  | Fiorentina   | 25 | 30 | 7  | 11 | 12 | 28 | 37 | -9  |
|        | 14.  | Genoa        | 25 | 30 | 5  | 15 | 10 | 23 | 33 | -10 |
|        | 15.  | Foggia       | 25 | 30 | 8  | 9  | 13 | 28 | 43 | -15 |
|        | 16.  | Pescara      | 17 | 30 | 4  | 9  | 17 | 21 | 44 | -23 |

Legenda:
      Campione d'Italia e qualificata in Coppa dei Campioni 1978-1979.
      Qualificata in Coppa delle Coppe 1978-1979.
      Qualificate in Coppa UEFA 1978-1979.
      Retrocesse in Serie B 1978-1979.
Regolamento:
Due punti a vittoria, uno a pareggio, zero a sconfitta. A parità di punti il piazzamento veniva deciso dalla differenza reti.
In caso di parità di punti era in vigore il pari merito, eccetto per i posti salvezza-retrocessione e qualificazione-esclusione dalla Coppa UEFA (differenza reti) nonché per l'assegnazione dello scudetto (spareggio).

### Squadra campione
| Formazione tipo | Giocatori (presenze)      |
| --- | ------------------------- |
| Zoff Scirea Cuccureddu Morini Gentile Furino Tardelli Benetti Causio Boninsegna Bettega                                     | Dino Zoff (30)            |
| Zoff Scirea Cuccureddu Morini Gentile Furino Tardelli Benetti Causio Boninsegna Bettega                                     | Antonello Cuccureddu (30) |
| Zoff Scirea Cuccureddu Morini Gentile Furino Tardelli Benetti Causio Boninsegna Bettega                                     | Claudio Gentile (28)      |
| Zoff Scirea Cuccureddu Morini Gentile Furino Tardelli Benetti Causio Boninsegna Bettega                                     | Giuseppe Furino (26)      |
| Zoff Scirea Cuccureddu Morini Gentile Furino Tardelli Benetti Causio Boninsegna Bettega                                     | Francesco Morini (26)     |
| Zoff Scirea Cuccureddu Morini Gentile Furino Tardelli Benetti Causio Boninsegna Bettega                                     | Gaetano Scirea (29)       |
| Zoff Scirea Cuccureddu Morini Gentile Furino Tardelli Benetti Causio Boninsegna Bettega                                     | Franco Causio (30)        |
| Zoff Scirea Cuccureddu Morini Gentile Furino Tardelli Benetti Causio Boninsegna Bettega                                     | Marco Tardelli (26)       |
| Zoff Scirea Cuccureddu Morini Gentile Furino Tardelli Benetti Causio Boninsegna Bettega                                     | Roberto Boninsegna (21)   |
| Zoff Scirea Cuccureddu Morini Gentile Furino Tardelli Benetti Causio Boninsegna Bettega                                     | Romeo Benetti (27)        |
| Zoff Scirea Cuccureddu Morini Gentile Furino Tardelli Benetti Causio Boninsegna Bettega                                     | Roberto Bettega (30)      |
| Altri giocatori: Antonio Cabrini (15), Pietro Fanna (13), Pietro Paolo Virdis (10), Luciano Spinosi (5), Vinicio Verza (5). |                           |

## Risultati

### Tabellone
|                   | Ata  | Bol  | Fio  | Fog  | Gen  | Int  | Juv  | LRV  | Laz  | Mil  | Nap  | Per  | Pes  | Rom  | Tor  | Ver  |
| ----------------- | ---- | ---- | ---- | ---- | ---- | ---- | ---- | ---- | ---- | ---- | ---- | ---- | ---- | ---- | ---- | ---- |
| Atalanta          | –––– | 0-0  | 0-0  | 1-2  | 1-1  | 0-1  | 0-2  | 2-4  | 1-1  | 1-1  | 1-1  | 1-1  | 2-0  | 0-1  | 0-0  | 1-0  |
| Bologna           | 0-0  | –––– | 0-1  | 2-1  | 2-1  | 2-1  | 1-1  | 3-2  | 2-1  | 0-0  | 0-0  | 2-3  | 1-1  | 0-0  | 1-3  | 0-3  |
| Fiorentina        | 2-2  | 0-0  | –––– | 1-1  | 0-0  | 0-2  | 1-1  | 1-3  | 0-1  | 1-1  | 1-0  | 2-1  | 3-0  | 2-0  | 2-0  | 1-2  |
| Foggia            | 1-0  | 1-0  | 1-1  | –––– | 1-1  | 0-2  | 0-0  | 1-1  | 3-1  | 1-2  | 1-1  | 0-1  | 2-0  | 0-0  | 1-0  | 4-0  |
| Genoa             | 0-1  | 0-0  | 2-1  | 0-0  | –––– | 1-1  | 2-2  | 1-2  | 2-1  | 1-1  | 1-1  | 2-0  | 1-0  | 1-0  | 1-2  | 2-2  |
| Inter             | 1-0  | 0-1  | 2-1  | 2-1  | 2-0  | –––– | 0-1  | 2-0  | 1-1  | 1-3  | 1-0  | 2-0  | 0-0  | 4-2  | 0-0  | 0-0  |
| Juventus          | 1-1  | 1-0  | 5-1  | 6-0  | 4-0  | 2-2  | –––– | 3-2  | 3-0  | 1-1  | 1-0  | 2-0  | 2-0  | 2-0  | 0-0  | 1-0  |
| Lanerossi Vicenza | 2-2  | 3-0  | 1-0  | 2-0  | 1-0  | 1-2  | 0-0  | –––– | 2-1  | 1-1  | 0-0  | 3-1  | 1-1  | 4-3  | 0-0  | 1-0  |
| Lazio             | 0-2  | 0-1  | 1-0  | 1-1  | 0-0  | 1-0  | 3-0  | 1-3  | –––– | 2-0  | 1-1  | 2-0  | 2-1  | 1-1  | 1-1  | 1-1  |
| Milan             | 0-1  | 1-0  | 5-1  | 2-0  | 2-2  | 0-0  | 0-0  | 3-1  | 0-2  | –––– | 0-1  | 2-2  | 2-0  | 1-0  | 1-1  | 1-1  |
| Napoli            | 2-2  | 0-0  | 0-0  | 5-0  | 0-0  | 2-2  | 1-2  | 1-4  | 4-3  | 1-1  | –––– | 3-2  | 1-1  | 2-0  | 1-3  | 3-0  |
| Perugia           | 1-1  | 2-0  | 2-1  | 3-1  | 0-0  | 1-1  | 0-0  | 1-1  | 4-0  | 0-1  | 2-0  | –––– | 2-1  | 3-2  | 2-0  | 0-1  |
| Pescara           | 0-0  | 2-1  | 1-2  | 1-2  | 0-0  | 2-1  | 1-2  | 1-2  | 1-0  | 0-2  | 1-3  | 1-1  | –––– | 1-1  | 2-1  | 2-2  |
| Roma              | 3-1  | 1-1  | 2-2  | 1-0  | 1-0  | 1-2  | 1-1  | 1-1  | 0-0  | 1-2  | 0-0  | 2-0  | 2-0  | –––– | 2-1  | 2-1  |
| Torino            | 3-2  | 2-0  | 1-0  | 3-1  | 3-1  | 1-0  | 0-0  | 2-2  | 1-0  | 1-0  | 1-0  | 1-1  | 2-0  | 1-1  | –––– | 2-1  |
| Verona            | 1-2  | 1-1  | 0-0  | 3-1  | 2-0  | 0-0  | 0-0  | 0-0  | 2-2  | 1-2  | 0-1  | 0-0  | 1-0  | 0-0  | 0-0  | –––– |

### Calendario
Il sorteggio del calendario avvenne, unitamente a quello della Serie B, presso la sede di Roma del CONI il 19 luglio 1977.
Gli impegni della nazionale italiana nelle qualificazioni al campionato del mondo 1978 determinarono le seguenti soste: 9 e 16 ottobre, 13 novembre e 4 dicembre 1977. La disputa della 12ª giornata, conseguente alla pausa natalizia del 25 dicembre, fu anticipata a sabato 31 dicembre 1977.
| andata (1ª) | andata (1ª) | Prima giornata           | ritorno (16ª) | ritorno (16ª) |
|             |             |                          |               |               |
| 11 set.     | 1-1         | Atalanta-Perugia         | 1-1           | 29 gen.       |
| 11 set.     | 1-1         | Fiorentina-Milan         | 1-5           | 29 gen.       |
| 11 set.     | 2-1         | Genoa-Lazio              | 0-0           | 29 gen.       |
| 11 set.     | 0-1         | Inter-Bologna            | 1-2           | 29 gen.       |
| 11 set.     | 6-0         | Juventus-Foggia          | 0-0           | 29 gen.       |
| 11 set.     | 1-3         | Pescara-Napoli           | 1-1           | 29 gen.       |
| 11 set.     | 2-1         | Roma-Torino              | 1-1           | 29 gen.       |
| 11 set.     | 0-0         | Verona-Lanerossi Vicenza | 0-1           | 29 gen.       |

| andata (3ª) | andata (3ª) | Terza giornata           | ritorno (18ª) | ritorno (18ª) |
|             |             |                          |               |               |
| 25 set.     | 1-1         | Atalanta-Lazio           | 2-0           | 12 feb.       |
| 25 set.     | 1-2         | Fiorentina-Verona        | 0-0           | 12 feb.       |
| 25 set.     | 2-0         | Genoa-Perugia            | 0-0           | 12 feb.       |
| 25 set.     | 1-0         | Inter-Napoli             | 2-2           | 12 feb.       |
| 25 set.     | 1-1         | Juventus-Milan           | 0-0           | 12 feb.       |
| 25 set.     | 0-0         | Lanerossi Vicenza-Torino | 2-2           | 12 feb.       |
| 25 set.     | 2-1         | Pescara-Bologna          | 1-1           | 12 feb.       |
| 25 set.     | 1-0         | Roma-Foggia              | 0-0           | 12 feb.       |

| andata (5ª) | andata (5ª) | Quinta giornata           | ritorno (20ª) | ritorno (20ª) |
|             |             |                           |               |               |
| 23 ott.     | 1-1         | Atalanta-Napoli           | 2-2           | 26 feb.       |
| 23 ott.     | 2-3         | Bologna-Perugia           | 0-2           | 26 feb.       |
| 23 ott.     | 1-0         | Foggia-Torino             | 1-3           | 26 feb.       |
| 23 ott.     | 2-2         | Genoa-Verona              | 0-2           | 26 feb.       |
| 23 ott.     | 1-1         | Inter-Lazio               | 0-1           | 26 feb.       |
| 23 ott.     | 5-1         | Juventus-Fiorentina       | 1-1           | 26 feb.       |
| 23 ott.     | 1-1         | Lanerossi Vicenza-Pescara | 2-1           | 26 feb.       |
| 23 ott.     | 1-2         | Roma-Milan                | 0-1           | 26 feb.       |

| andata (7ª) | andata (7ª) | Settima giornata        | ritorno (22ª) | ritorno (22ª) |
|             |             |                         |               |               |
| 6 nov.      | 1-3         | Bologna-Torino          | 0-2           | 12 mar.       |
| 6 nov.      | 0-0         | Genoa-Foggia            | 1-1           | 12 mar.       |
| 6 nov.      | 1-3         | Inter-Milan             | 0-0           | 12 mar.       |
| 6 nov.      | 1-1         | Juventus-Atalanta       | 2-0           | 12 mar.       |
| 6 nov.      | 2-1         | Lanerossi Vicenza-Lazio | 3-1           | 12 mar.       |
| 6 nov.      | 3-2         | Napoli-Perugia          | 0-2           | 12 mar.       |
| 6 nov.      | 2-2         | Pescara-Verona          | 0-1           | 12 mar.       |
| 6 nov.      | 2-2         | Roma-Fiorentina         | 0-2           | 12 mar.       |

| andata (9ª) | andata (9ª) | Nona giornata          | ritorno (24ª) | ritorno (24ª) |
|             |             |                        |               |               |
| 27 nov.     | 0-1         | Bologna-Fiorentina     | 0-0           | 26 mar.       |
| 27 nov.     | 1-0         | Inter-Atalanta         | 1-0           | 26 mar.       |
| 27 nov.     | 4-0         | Juventus-Genoa         | 2-2           | 26 mar.       |
| 27 nov.     | 4-3         | Lanerossi Vicenza-Roma | 1-1           | 26 mar.       |
| 27 nov.     | 1-1         | Lazio-Foggia           | 1-3           | 26 mar.       |
| 27 nov.     | 3-0         | Napoli-Verona          | 1-0           | 26 mar.       |
| 27 nov.     | 2-0         | Perugia-Torino         | 1-1           | 26 mar.       |
| 27 nov.     | 0-2         | Pescara-Milan          | 0-2           | 26 mar.       |

| andata (11ª) | andata (11ª) | Undicesima giornata       | ritorno (26ª) | ritorno (26ª) |
|              |              |                           |               |               |
| 18 dic.      | 0-1          | Fiorentina-Lazio          | 0-1           | 9 apr.        |
| 18 dic.      | 0-1          | Inter-Juventus            | 2-2           | 9 apr.        |
| 18 dic.      | 3-0          | Lanerossi Vicenza-Bologna | 2-3           | 9 apr.        |
| 18 dic.      | 5-0          | Napoli-Foggia             | 1-1           | 9 apr.        |
| 18 dic.      | 0-1          | Perugia-Verona            | 0-0           | 9 apr.        |
| 18 dic.      | 0-0          | Pescara-Atalanta          | 0-2           | 9 apr.        |
| 18 dic.      | 1-0          | Roma-Genoa                | 0-1           | 9 apr.        |
| 18 dic.      | 1-0          | Torino-Milan              | 1-1           | 9 apr.        |

| andata (13ª) | andata (13ª) | Tredicesima giornata     | ritorno (28ª) | ritorno (28ª) |
|              |              |                          |               |               |
| 8 gen.       | 2-1          | Bologna-Genoa            | 0-0           | 23 apr.       |
| 8 gen.       | 1-0          | Foggia-Atalanta          | 2-1           | 23 apr.       |
| 8 gen.       | 0-0          | Lanerossi Vicenza-Napoli | 4-1           | 23 apr.       |
| 8 gen.       | 1-1          | Milan-Verona             | 2-1           | 23 apr.       |
| 8 gen.       | 4-0          | Perugia-Lazio            | 0-2           | 23 apr.       |
| 8 gen.       | 1-2          | Pescara-Juventus         | 0-2           | 23 apr.       |
| 8 gen.       | 1-2          | Roma-Inter               | 2-4           | 23 apr.       |
| 8 gen.       | 1-0          | Torino-Fiorentina        | 0-2           | 23 apr.       |

| andata (15ª) | andata (15ª) | Quindicesima giornata      | ritorno (30ª) | ritorno (30ª) |
|              |              |                            |               |               |
| 22 gen.      | 2-1          | Bologna-Lazio              | 1-0           | 7 mag.        |
| 22 gen.      | 0-2          | Foggia-Inter               | 1-2           | 7 mag.        |
| 22 gen.      | 2-1          | Genoa-Fiorentina           | 0-0           | 7 mag.        |
| 22 gen.      | 0-0          | Lanerossi Vicenza-Juventus | 2-3           | 7 mag.        |
| 22 gen.      | 0-1          | Milan-Napoli               | 1-1           | 7 mag.        |
| 22 gen.      | 1-1          | Pescara-Perugia            | 1-2           | 7 mag.        |
| 22 gen.      | 3-1          | Roma-Atalanta              | 1-0           | 7 mag.        |
| 22 gen.      | 2-1          | Torino-Verona              | 0-0           | 7 mag.        |

| andata (2ª) | andata (2ª) | Seconda giornata        | ritorno (17ª) | ritorno (17ª) |
|             |             |                         |               |               |
| 18 set.     | 0-0         | Bologna-Atalanta        | 0-0           | 5 feb.        |
| 18 set.     | 1-1         | Foggia-Fiorentina       | 1-1           | 5 feb.        |
| 18 set.     | 1-2         | Lanerossi Vicenza-Inter | 0-2           | 5 feb.        |
| 18 set.     | 1-1         | Lazio-Verona            | 2-2           | 5 feb.        |
| 18 set.     | 2-2         | Milan-Genoa             | 1-1           | 5 feb.        |
| 18 set.     | 1-2         | Napoli-Juventus         | 0-1           | 5 feb.        |
| 18 set.     | 3-2         | Perugia-Roma            | 0-2           | 5 feb.        |
| 18 set.     | 2-0         | Torino-Pescara          | 1-2           | 5 feb.        |

| andata (4ª) | andata (4ª) | Quarta giornata         | ritorno (19ª) | ritorno (19ª) |
|             |             |                         |               |               |
| 2 ott.      | 1-0         | Foggia-Bologna          | 1-2           | 19 feb.       |
| 2 ott.      | 3-0         | Lazio-Juventus          | 0-3           | 19 feb.       |
| 2 ott.      | 3-1         | Milan-Lanerossi Vicenza | 1-1           | 19 feb.       |
| 2 ott.      | 0-0         | Napoli-Genoa            | 1-1           | 19 feb.       |
| 2 ott.      | 2-1         | Perugia-Fiorentina      | 1-2           | 19 feb.       |
| 2 ott.      | 1-1         | Pescara-Roma            | 0-2           | 19 feb.       |
| 2 ott.      | 1-0         | Torino-Inter            | 0-0           | 19 feb.       |
| 2 ott.      | 1-2         | Verona-Atalanta         | 0-1           | 19 feb.       |

| andata (6ª) | andata (6ª) | Sesta giornata             | ritorno (21ª) | ritorno (21ª) |
|             |             |                            |               |               |
| 30 ott.     | 2-4         | Atalanta-Lanerossi Vicenza | 2-2           | 5 mar.        |
| 30 ott.     | 0-2         | Fiorentina-Inter           | 1-2           | 5 mar.        |
| 30 ott.     | 2-1         | Lazio-Pescara              | 0-1           | 5 mar.        |
| 30 ott.     | 2-0         | Milan-Foggia               | 2-1           | 5 mar.        |
| 30 ott.     | 2-0         | Napoli-Roma                | 0-0           | 5 mar.        |
| 30 ott.     | 0-0         | Perugia-Juventus           | 0-2           | 5 mar.        |
| 30 ott.     | 3-1         | Torino-Genoa               | 2-1           | 5 mar.        |
| 30 ott.     | 1-1         | Verona-Bologna             | 3-0           | 5 mar.        |

| andata (8ª) | andata (8ª) | Ottava giornata              | ritorno (23ª) | ritorno (23ª) |
|             |             |                              |               |               |
| 20 nov.     | 1-1         | Atalanta-Genoa               | 1-0           | 19 mar.       |
| 20 nov.     | 1-3         | Fiorentina-Lanerossi Vicenza | 0-1           | 19 mar.       |
| 20 nov.     | 2-0         | Foggia-Pescara               | 2-1           | 19 mar.       |
| 20 nov.     | 1-0         | Milan-Bologna                | 0-0           | 19 mar.       |
| 20 nov.     | 1-1         | Perugia-Inter                | 0-2           | 19 mar.       |
| 20 nov.     | 0-0         | Roma-Lazio                   | 1-1           | 19 mar.       |
| 20 nov.     | 1-0         | Torino-Napoli                | 3-1           | 19 mar.       |
| 20 nov.     | 0-0         | Verona-Juventus              | 0-1           | 19 mar.       |

| andata (10ª) | andata (10ª) | Decima giornata          | ritorno (25ª) | ritorno (25ª) |
|              |              |                          |               |               |
| 11 dic.      | 0-0          | Atalanta-Fiorentina      | 2-2           | 2 apr.        |
| 11 dic.      | 0-0          | Bologna-Roma             | 1-1           | 2 apr.        |
| 11 dic.      | 1-1          | Foggia-Lanerossi Vicenza | 0-2           | 2 apr.        |
| 11 dic.      | 1-0          | Genoa-Pescara            | 0-0           | 2 apr.        |
| 11 dic.      | 1-1          | Lazio-Napoli             | 3-4           | 2 apr.        |
| 11 dic.      | 2-2          | Milan-Perugia            | 1-0           | 2 apr.        |
| 11 dic.      | 0-0          | Torino-Juventus          | 0-0           | 2 apr.        |
| 11 dic.      | 0-0          | Verona-Inter             | 0-0           | 2 apr.        |

| andata (12ª) | andata (12ª) | Dodicesima giornata     | ritorno (27ª) | ritorno (27ª) |
|              |              |                         |               |               |
| 31 dic.      | 1-1          | Atalanta-Milan          | 1-0           | 16 apr.       |
| 31 dic.      | 1-0          | Fiorentina-Napoli       | 0-0           | 16 apr.       |
| 31 dic.      | 0-1          | Foggia-Perugia          | 1-3           | 16 apr.       |
| 31 dic.      | 1-2          | Genoa-Lanerossi Vicenza | 0-1           | 16 apr.       |
| 31 dic.      | 0-0          | Inter-Pescara           | 1-2           | 16 apr.       |
| 31 dic.      | 1-0          | Juventus-Bologna        | 1-1           | 16 apr.       |
| 31 dic.      | 1-1          | Lazio-Torino            | 0-1           | 16 apr.       |
| 31 dic.      | 0-0          | Verona-Roma             | 1-2           | 16 apr.       |

| andata (14ª) | andata (14ª) | Quattordicesima giornata  | ritorno (29ª) | ritorno (29ª) |
|              |              |                           |               |               |
| 15 gen.      | 0-0          | Atalanta-Torino           | 2-3           | 30 apr.       |
| 15 gen.      | 3-0          | Fiorentina-Pescara        | 2-1           | 30 apr.       |
| 15 gen.      | 2-0          | Inter-Genoa               | 1-1           | 30 apr.       |
| 15 gen.      | 2-0          | Juventus-Roma             | 1-1           | 30 apr.       |
| 15 gen.      | 2-0          | Lazio-Milan               | 2-0           | 30 apr.       |
| 15 gen.      | 0-0          | Napoli-Bologna            | 0-0           | 30 apr.       |
| 15 gen.      | 1-1          | Perugia-Lanerossi Vicenza | 1-3           | 30 apr.       |
| 15 gen.      | 3-1          | Verona-Foggia             | 0-4           | 30 apr.       |

| andata (1ª) | andata (1ª) | Prima giornata           | ritorno (16ª) | ritorno (16ª) |
|             |             |                          |               |               |
| 11 set.     | 1-1         | Atalanta-Perugia         | 1-1           | 29 gen.       |
| 11 set.     | 1-1         | Fiorentina-Milan         | 1-5           | 29 gen.       |
| 11 set.     | 2-1         | Genoa-Lazio              | 0-0           | 29 gen.       |
| 11 set.     | 0-1         | Inter-Bologna            | 1-2           | 29 gen.       |
| 11 set.     | 6-0         | Juventus-Foggia          | 0-0           | 29 gen.       |
| 11 set.     | 1-3         | Pescara-Napoli           | 1-1           | 29 gen.       |
| 11 set.     | 2-1         | Roma-Torino              | 1-1           | 29 gen.       |
| 11 set.     | 0-0         | Verona-Lanerossi Vicenza | 0-1           | 29 gen.       |

| andata (3ª) | andata (3ª) | Terza giornata           | ritorno (18ª) | ritorno (18ª) |
|             |             |                          |               |               |
| 25 set.     | 1-1         | Atalanta-Lazio           | 2-0           | 12 feb.       |
| 25 set.     | 1-2         | Fiorentina-Verona        | 0-0           | 12 feb.       |
| 25 set.     | 2-0         | Genoa-Perugia            | 0-0           | 12 feb.       |
| 25 set.     | 1-0         | Inter-Napoli             | 2-2           | 12 feb.       |
| 25 set.     | 1-1         | Juventus-Milan           | 0-0           | 12 feb.       |
| 25 set.     | 0-0         | Lanerossi Vicenza-Torino | 2-2           | 12 feb.       |
| 25 set.     | 2-1         | Pescara-Bologna          | 1-1           | 12 feb.       |
| 25 set.     | 1-0         | Roma-Foggia              | 0-0           | 12 feb.       |

| andata (5ª) | andata (5ª) | Quinta giornata           | ritorno (20ª) | ritorno (20ª) |
|             |             |                           |               |               |
| 23 ott.     | 1-1         | Atalanta-Napoli           | 2-2           | 26 feb.       |
| 23 ott.     | 2-3         | Bologna-Perugia           | 0-2           | 26 feb.       |
| 23 ott.     | 1-0         | Foggia-Torino             | 1-3           | 26 feb.       |
| 23 ott.     | 2-2         | Genoa-Verona              | 0-2           | 26 feb.       |
| 23 ott.     | 1-1         | Inter-Lazio               | 0-1           | 26 feb.       |
| 23 ott.     | 5-1         | Juventus-Fiorentina       | 1-1           | 26 feb.       |
| 23 ott.     | 1-1         | Lanerossi Vicenza-Pescara | 2-1           | 26 feb.       |
| 23 ott.     | 1-2         | Roma-Milan                | 0-1           | 26 feb.       |

| andata (7ª) | andata (7ª) | Settima giornata        | ritorno (22ª) | ritorno (22ª) |
|             |             |                         |               |               |
| 6 nov.      | 1-3         | Bologna-Torino          | 0-2           | 12 mar.       |
| 6 nov.      | 0-0         | Genoa-Foggia            | 1-1           | 12 mar.       |
| 6 nov.      | 1-3         | Inter-Milan             | 0-0           | 12 mar.       |
| 6 nov.      | 1-1         | Juventus-Atalanta       | 2-0           | 12 mar.       |
| 6 nov.      | 2-1         | Lanerossi Vicenza-Lazio | 3-1           | 12 mar.       |
| 6 nov.      | 3-2         | Napoli-Perugia          | 0-2           | 12 mar.       |
| 6 nov.      | 2-2         | Pescara-Verona          | 0-1           | 12 mar.       |
| 6 nov.      | 2-2         | Roma-Fiorentina         | 0-2           | 12 mar.       |

| andata (9ª) | andata (9ª) | Nona giornata          | ritorno (24ª) | ritorno (24ª) |
|             |             |                        |               |               |
| 27 nov.     | 0-1         | Bologna-Fiorentina     | 0-0           | 26 mar.       |
| 27 nov.     | 1-0         | Inter-Atalanta         | 1-0           | 26 mar.       |
| 27 nov.     | 4-0         | Juventus-Genoa         | 2-2           | 26 mar.       |
| 27 nov.     | 4-3         | Lanerossi Vicenza-Roma | 1-1           | 26 mar.       |
| 27 nov.     | 1-1         | Lazio-Foggia           | 1-3           | 26 mar.       |
| 27 nov.     | 3-0         | Napoli-Verona          | 1-0           | 26 mar.       |
| 27 nov.     | 2-0         | Perugia-Torino         | 1-1           | 26 mar.       |
| 27 nov.     | 0-2         | Pescara-Milan          | 0-2           | 26 mar.       |

| andata (11ª) | andata (11ª) | Undicesima giornata       | ritorno (26ª) | ritorno (26ª) |
|              |              |                           |               |               |
| 18 dic.      | 0-1          | Fiorentina-Lazio          | 0-1           | 9 apr.        |
| 18 dic.      | 0-1          | Inter-Juventus            | 2-2           | 9 apr.        |
| 18 dic.      | 3-0          | Lanerossi Vicenza-Bologna | 2-3           | 9 apr.        |
| 18 dic.      | 5-0          | Napoli-Foggia             | 1-1           | 9 apr.        |
| 18 dic.      | 0-1          | Perugia-Verona            | 0-0           | 9 apr.        |
| 18 dic.      | 0-0          | Pescara-Atalanta          | 0-2           | 9 apr.        |
| 18 dic.      | 1-0          | Roma-Genoa                | 0-1           | 9 apr.        |
| 18 dic.      | 1-0          | Torino-Milan              | 1-1           | 9 apr.        |

| andata (13ª) | andata (13ª) | Tredicesima giornata     | ritorno (28ª) | ritorno (28ª) |
|              |              |                          |               |               |
| 8 gen.       | 2-1          | Bologna-Genoa            | 0-0           | 23 apr.       |
| 8 gen.       | 1-0          | Foggia-Atalanta          | 2-1           | 23 apr.       |
| 8 gen.       | 0-0          | Lanerossi Vicenza-Napoli | 4-1           | 23 apr.       |
| 8 gen.       | 1-1          | Milan-Verona             | 2-1           | 23 apr.       |
| 8 gen.       | 4-0          | Perugia-Lazio            | 0-2           | 23 apr.       |
| 8 gen.       | 1-2          | Pescara-Juventus         | 0-2           | 23 apr.       |
| 8 gen.       | 1-2          | Roma-Inter               | 2-4           | 23 apr.       |
| 8 gen.       | 1-0          | Torino-Fiorentina        | 0-2           | 23 apr.       |

| andata (15ª) | andata (15ª) | Quindicesima giornata      | ritorno (30ª) | ritorno (30ª) |
|              |              |                            |               |               |
| 22 gen.      | 2-1          | Bologna-Lazio              | 1-0           | 7 mag.        |
| 22 gen.      | 0-2          | Foggia-Inter               | 1-2           | 7 mag.        |
| 22 gen.      | 2-1          | Genoa-Fiorentina           | 0-0           | 7 mag.        |
| 22 gen.      | 0-0          | Lanerossi Vicenza-Juventus | 2-3           | 7 mag.        |
| 22 gen.      | 0-1          | Milan-Napoli               | 1-1           | 7 mag.        |
| 22 gen.      | 1-1          | Pescara-Perugia            | 1-2           | 7 mag.        |
| 22 gen.      | 3-1          | Roma-Atalanta              | 1-0           | 7 mag.        |
| 22 gen.      | 2-1          | Torino-Verona              | 0-0           | 7 mag.        |

| andata (2ª) | andata (2ª) | Seconda giornata        | ritorno (17ª) | ritorno (17ª) |
|             |             |                         |               |               |
| 18 set.     | 0-0         | Bologna-Atalanta        | 0-0           | 5 feb.        |
| 18 set.     | 1-1         | Foggia-Fiorentina       | 1-1           | 5 feb.        |
| 18 set.     | 1-2         | Lanerossi Vicenza-Inter | 0-2           | 5 feb.        |
| 18 set.     | 1-1         | Lazio-Verona            | 2-2           | 5 feb.        |
| 18 set.     | 2-2         | Milan-Genoa             | 1-1           | 5 feb.        |
| 18 set.     | 1-2         | Napoli-Juventus         | 0-1           | 5 feb.        |
| 18 set.     | 3-2         | Perugia-Roma            | 0-2           | 5 feb.        |
| 18 set.     | 2-0         | Torino-Pescara          | 1-2           | 5 feb.        |

| andata (4ª) | andata (4ª) | Quarta giornata         | ritorno (19ª) | ritorno (19ª) |
|             |             |                         |               |               |
| 2 ott.      | 1-0         | Foggia-Bologna          | 1-2           | 19 feb.       |
| 2 ott.      | 3-0         | Lazio-Juventus          | 0-3           | 19 feb.       |
| 2 ott.      | 3-1         | Milan-Lanerossi Vicenza | 1-1           | 19 feb.       |
| 2 ott.      | 0-0         | Napoli-Genoa            | 1-1           | 19 feb.       |
| 2 ott.      | 2-1         | Perugia-Fiorentina      | 1-2           | 19 feb.       |
| 2 ott.      | 1-1         | Pescara-Roma            | 0-2           | 19 feb.       |
| 2 ott.      | 1-0         | Torino-Inter            | 0-0           | 19 feb.       |
| 2 ott.      | 1-2         | Verona-Atalanta         | 0-1           | 19 feb.       |

| andata (6ª) | andata (6ª) | Sesta giornata             | ritorno (21ª) | ritorno (21ª) |
|             |             |                            |               |               |
| 30 ott.     | 2-4         | Atalanta-Lanerossi Vicenza | 2-2           | 5 mar.        |
| 30 ott.     | 0-2         | Fiorentina-Inter           | 1-2           | 5 mar.        |
| 30 ott.     | 2-1         | Lazio-Pescara              | 0-1           | 5 mar.        |
| 30 ott.     | 2-0         | Milan-Foggia               | 2-1           | 5 mar.        |
| 30 ott.     | 2-0         | Napoli-Roma                | 0-0           | 5 mar.        |
| 30 ott.     | 0-0         | Perugia-Juventus           | 0-2           | 5 mar.        |
| 30 ott.     | 3-1         | Torino-Genoa               | 2-1           | 5 mar.        |
| 30 ott.     | 1-1         | Verona-Bologna             | 3-0           | 5 mar.        |

| andata (8ª) | andata (8ª) | Ottava giornata              | ritorno (23ª) | ritorno (23ª) |
|             |             |                              |               |               |
| 20 nov.     | 1-1         | Atalanta-Genoa               | 1-0           | 19 mar.       |
| 20 nov.     | 1-3         | Fiorentina-Lanerossi Vicenza | 0-1           | 19 mar.       |
| 20 nov.     | 2-0         | Foggia-Pescara               | 2-1           | 19 mar.       |
| 20 nov.     | 1-0         | Milan-Bologna                | 0-0           | 19 mar.       |
| 20 nov.     | 1-1         | Perugia-Inter                | 0-2           | 19 mar.       |
| 20 nov.     | 0-0         | Roma-Lazio                   | 1-1           | 19 mar.       |
| 20 nov.     | 1-0         | Torino-Napoli                | 3-1           | 19 mar.       |
| 20 nov.     | 0-0         | Verona-Juventus              | 0-1           | 19 mar.       |

| andata (10ª) | andata (10ª) | Decima giornata          | ritorno (25ª) | ritorno (25ª) |
|              |              |                          |               |               |
| 11 dic.      | 0-0          | Atalanta-Fiorentina      | 2-2           | 2 apr.        |
| 11 dic.      | 0-0          | Bologna-Roma             | 1-1           | 2 apr.        |
| 11 dic.      | 1-1          | Foggia-Lanerossi Vicenza | 0-2           | 2 apr.        |
| 11 dic.      | 1-0          | Genoa-Pescara            | 0-0           | 2 apr.        |
| 11 dic.      | 1-1          | Lazio-Napoli             | 3-4           | 2 apr.        |
| 11 dic.      | 2-2          | Milan-Perugia            | 1-0           | 2 apr.        |
| 11 dic.      | 0-0          | Torino-Juventus          | 0-0           | 2 apr.        |
| 11 dic.      | 0-0          | Verona-Inter             | 0-0           | 2 apr.        |

| andata (12ª) | andata (12ª) | Dodicesima giornata     | ritorno (27ª) | ritorno (27ª) |
|              |              |                         |               |               |
| 31 dic.      | 1-1          | Atalanta-Milan          | 1-0           | 16 apr.       |
| 31 dic.      | 1-0          | Fiorentina-Napoli       | 0-0           | 16 apr.       |
| 31 dic.      | 0-1          | Foggia-Perugia          | 1-3           | 16 apr.       |
| 31 dic.      | 1-2          | Genoa-Lanerossi Vicenza | 0-1           | 16 apr.       |
| 31 dic.      | 0-0          | Inter-Pescara           | 1-2           | 16 apr.       |
| 31 dic.      | 1-0          | Juventus-Bologna        | 1-1           | 16 apr.       |
| 31 dic.      | 1-1          | Lazio-Torino            | 0-1           | 16 apr.       |
| 31 dic.      | 0-0          | Verona-Roma             | 1-2           | 16 apr.       |

| andata (14ª) | andata (14ª) | Quattordicesima giornata  | ritorno (29ª) | ritorno (29ª) |
|              |              |                           |               |               |
| 15 gen.      | 0-0          | Atalanta-Torino           | 2-3           | 30 apr.       |
| 15 gen.      | 3-0          | Fiorentina-Pescara        | 2-1           | 30 apr.       |
| 15 gen.      | 2-0          | Inter-Genoa               | 1-1           | 30 apr.       |
| 15 gen.      | 2-0          | Juventus-Roma             | 1-1           | 30 apr.       |
| 15 gen.      | 2-0          | Lazio-Milan               | 2-0           | 30 apr.       |
| 15 gen.      | 0-0          | Napoli-Bologna            | 0-0           | 30 apr.       |
| 15 gen.      | 1-1          | Perugia-Lanerossi Vicenza | 1-3           | 30 apr.       |
| 15 gen.      | 3-1          | Verona-Foggia             | 0-4           | 30 apr.       |

## Statistiche

### Squadre

#### Capoliste solitarie
|    | ——  | —— | ——  | —— | —— | ——    | ——    | ——    | ——    | ——    | ——  | ——       | ——       | ——       | ——       | ——       | ——       | ——       | ——       | ——       | ——       | ——       | ——       | ——       | ——       | ——       | ——       | ——       | ——       | —— |  |
|    | Juv |    | Gen |    |    | Milan | Milan | Milan | Milan | Milan |     | Juventus | Juventus | Juventus | Juventus | Juventus | Juventus | Juventus | Juventus | Juventus | Juventus | Juventus | Juventus | Juventus | Juventus | Juventus | Juventus | Juventus | Juventus |    |  |
|    |     |    |     |    |    |       |       |       |       |       |     |          |          |          |          |          |          |          |          |          |          |          |          |          |          |          |          |          |          |    |  |
|    |     |    |     |    |    |       |       |       |       |       |     |          |          |          |          |          |          |          |          |          |          |          |          |          |          |          |          |          |          |    |  |
| 1ª | 2ª  | 3ª | 4ª  | 5ª | 6ª | 7ª    | 8ª    | 9ª    | 10ª   | 11ª   | 12ª | 13ª      | 14ª      | 15ª      | 16ª      | 17ª      | 18ª      | 19ª      | 20ª      | 21ª      | 22ª      | 23ª      | 24ª      | 25ª      | 26ª      | 27ª      | 28ª      | 29ª      | 30ª      |    |  |

#### Classifica in divenire
| [ 21 ]            | 1ª | 2ª | 3ª | 4ª | 5ª | 6ª | 7ª | 8ª | 9ª | 10ª | 11ª | 12ª | 13ª | 14ª | 15ª | 16ª | 17ª | 18ª | 19ª | 20ª | 21ª | 22ª | 23ª | 24ª | 25ª | 26ª | 27ª | 28ª | 29ª | 30ª |
| [ 21 ]            |    |    |    |    |    |    |    |    |    |     |     |     |     |     |     |     |     |     |     |     |     |     |     |     |     |     |     |     |     |     |
| ----------------- | -- | -- | -- | -- | -- | -- | -- | -- | -- | --- | --- | --- | --- | --- | --- | --- | --- | --- | --- | --- | --- | --- | --- | --- | --- | --- | --- | --- | --- | --- |
| Atalanta          | 1  | 2  | 3  | 5  | 6  | 6  | 7  | 8  | 8  | 9   | 10  | 11  | 12  | 12  | 13  | 13  | 14  | 15  | 17  | 19  | 20  | 21  | 21  | 23  | 24  | 25  | 27  | 27  | 27  | 27  |
| Bologna           | 2  | 3  | 3  | 3  | 3  | 4  | 4  | 4  | 4  | 5   | 5   | 5   | 7   | 8   | 10  | 12  | 13  | 14  | 16  | 16  | 16  | 16  | 17  | 18  | 19  | 21  | 22  | 23  | 24  | 26  |
| Fiorentina        | 1  | 2  | 2  | 2  | 2  | 2  | 3  | 3  | 5  | 6   | 6   | 8   | 8   | 10  | 10  | 10  | 11  | 12  | 14  | 15  | 15  | 17  | 17  | 18  | 19  | 19  | 20  | 22  | 24  | 25  |
| Foggia            | 0  | 1  | 1  | 3  | 5  | 5  | 6  | 8  | 9  | 10  | 10  | 10  | 12  | 12  | 12  | 13  | 14  | 15  | 15  | 15  | 15  | 16  | 18  | 20  | 20  | 21  | 21  | 23  | 25  | 25  |
| Genoa             | 2  | 3  | 5  | 6  | 7  | 7  | 8  | 9  | 9  | 11  | 11  | 11  | 11  | 11  | 13  | 14  | 15  | 16  | 17  | 17  | 17  | 18  | 18  | 19  | 20  | 22  | 22  | 23  | 24  | 25  |
| Inter             | 0  | 2  | 4  | 4  | 5  | 7  | 7  | 8  | 10 | 11  | 11  | 12  | 14  | 16  | 18  | 18  | 20  | 21  | 22  | 22  | 24  | 25  | 27  | 29  | 30  | 31  | 31  | 33  | 34  | 36  |
| Juventus          | 2  | 4  | 5  | 5  | 7  | 8  | 9  | 10 | 12 | 13  | 15  | 17  | 19  | 21  | 22  | 23  | 25  | 26  | 28  | 29  | 31  | 33  | 35  | 36  | 37  | 38  | 39  | 41  | 42  | 44  |
| Lanerossi Vicenza | 1  | 1  | 2  | 2  | 3  | 5  | 7  | 9  | 11 | 12  | 14  | 16  | 17  | 18  | 19  | 21  | 21  | 22  | 23  | 25  | 26  | 28  | 30  | 31  | 33  | 33  | 35  | 37  | 39  | 39  |
| Lazio             | 0  | 1  | 2  | 4  | 5  | 7  | 7  | 8  | 9  | 10  | 12  | 13  | 13  | 15  | 15  | 16  | 17  | 17  | 17  | 19  | 19  | 19  | 20  | 20  | 20  | 22  | 22  | 24  | 26  | 26  |
| Milan             | 1  | 2  | 3  | 5  | 7  | 9  | 11 | 13 | 15 | 16  | 16  | 17  | 18  | 18  | 18  | 20  | 21  | 22  | 23  | 25  | 27  | 28  | 29  | 31  | 33  | 34  | 34  | 36  | 36  | 37  |
| Napoli            | 2  | 2  | 2  | 3  | 4  | 6  | 8  | 8  | 10 | 11  | 13  | 13  | 14  | 15  | 17  | 18  | 18  | 19  | 20  | 21  | 22  | 22  | 22  | 24  | 26  | 27  | 28  | 28  | 29  | 30  |
| Perugia           | 1  | 3  | 3  | 5  | 7  | 8  | 8  | 9  | 11 | 12  | 12  | 14  | 16  | 17  | 18  | 19  | 19  | 20  | 20  | 22  | 22  | 24  | 24  | 25  | 25  | 26  | 28  | 28  | 28  | 30  |
| Pescara           | 0  | 0  | 2  | 3  | 4  | 4  | 5  | 5  | 5  | 5   | 6   | 7   | 7   | 7   | 8   | 9   | 11  | 12  | 12  | 12  | 14  | 14  | 14  | 14  | 15  | 15  | 17  | 17  | 17  | 17  |
| Roma              | 2  | 2  | 4  | 5  | 5  | 5  | 6  | 7  | 7  | 8   | 10  | 11  | 11  | 11  | 13  | 14  | 16  | 17  | 19  | 19  | 20  | 20  | 21  | 22  | 23  | 23  | 25  | 25  | 26  | 28  |
| Torino            | 0  | 2  | 3  | 5  | 5  | 7  | 9  | 11 | 11 | 12  | 14  | 15  | 17  | 18  | 20  | 21  | 21  | 22  | 23  | 25  | 27  | 29  | 31  | 32  | 33  | 34  | 36  | 36  | 38  | 39  |
| Verona            | 1  | 2  | 4  | 4  | 5  | 6  | 7  | 8  | 8  | 9   | 11  | 12  | 13  | 15  | 15  | 15  | 16  | 17  | 17  | 19  | 21  | 23  | 23  | 23  | 24  | 25  | 25  | 25  | 25  | 26  |

### Individuali

#### Classifica marcatori
Nel corso del campionato sono state segnate complessivamente 512 reti, di cui 39 autoreti, per una media di 2,13 marcature per incontro. Di seguito viene riportata la classifica dei cannonieri:
| Gol | Rigori |  | Giocatore              | Squadra           |
| --- | ------ |  | ---------------------- | ----------------- |
| 24  | 7      |  | Paolo Rossi            | Lanerossi Vicenza |
| 16  | 6      |  | Giuseppe Savoldi (I)   | Napoli            |
| 12  | 4      |  | Bruno Giordano         | Lazio             |
| 12  | 2      |  | Paolo Pulici           | Torino            |
| 11  |        |  | Roberto Bettega        | Juventus          |
| 11  | 2      |  | Francesco Graziani     | Torino            |
| 10  |        |  | Alessandro Altobelli   | Inter             |
| 10  | 1      |  | Roberto Boninsegna     | Juventus          |
| 10  | 4      |  | Agostino Di Bartolomei | Roma              |
| 9   | 2      |  | Roberto Pruzzo         | Genoa             |
| 9   |        |  | Carlo Muraro           | Inter             |
| 9   | 3      |  | Emiliano Mascetti      | Verona            |
| 8   |        |  | Aldo Maldera (III)     | Milan             |
| 8   |        |  | Walter Speggiorin (I)  | Perugia           |
| 7   |        |  | Gianluca De Ponti      | Bologna           |
| 7   |        |  | Ezio Sella             | Fiorentina        |
| 7   | 2      |  | Oscar Damiani          | Genoa             |
| 7   |        |  | Renzo Garlaschelli     | Lazio             |

### Media spettatori
Media spettatori della Serie A 1977-78: 34 154.
| Club       | Pos. | Media  |
| ---------- | ---- | ------ |
| Napoli     | 1    | 61.612 |
| Milan      | 2    | 48.907 |
| Inter      | 3    | 41.323 |
| Roma       | 4    | 40.956 |
| Juventus   | 5    | 40.472 |
| Torino     | 6    | 38.818 |
| Lazio      | 7    | 38.786 |
| Fiorentina | 8    | 37.614 |
| Genoa      | 9    | 34.300 |
| Bologna    | 10   | 31.966 |
| Atalanta   | 11   | 28.953 |
| Vicenza    | 12   | 23.876 |
| Verona     | 13   | 23.053 |
| Pescara    | 14   | 20.317 |
| Perugia    | 15   | 19.092 |
| Foggia     | 16   | 16.417 |